# 1928年サンモリッツオリンピックのノルディック複合競技
1928年サンモリッツオリンピックのノルディック複合競技（1928ねんサンモリッツオリンピックのノルディックふくごうきょうぎ）は1928年2月17日、2月18日に行われた。

## 競技の結果

### 個人
- 前半クロスカントリー1928年2月17日
- 後半ジャンプ1928年2月18日

| 順位 | 国・地域         | 氏名                           | 記録                    |
| ---- | ---------------- | ------------------------------ | ----------------------- |
| 金   | ノルウェー       | ヨハン・グロットムスブローテン | 17.833（CC1位、JP8位）  |
| 銀   | ノルウェー       | ハンス・ヴィンヤレンゲン       | 15.302（CC2位、JP19位） |
| 銅   | ノルウェー       | ヨン・スネルスラット           | 15.021（CC9位、JP3位）  |
| 4    | フィンランド     | パーヴォ・ヌオティオ           | 14.927（CC4位、JP7位）  |
| 5    | フィンランド     | エスコ・ヤルヴィネン           | 14.810（CC3位、JP16位） |
| 6    | スウェーデン     | スヴェン・エリクソン           | 14.593（CC15位、JP5位） |
| 7    | ドイツ           | ルードウィッヒ・ベック         | 13.260（CC5位、JP21位） |
| 8    | ノルウェー       | オーレ・コルテルート           | 13.146（CC7位、JP18位） |
| 9    | チェコスロバキア | オタカル・ネメキー             | 12.990（CC8位、JP20位） |
| 10   | ポーランド       | ブロニスワフ・チェフ           | 12.645（CC6位、JP23位） |

## 各国メダル数
| 順 | 国・地域   | 金 | 銀 | 銅 | 計 |
| -- | ---------- | -- | -- | -- | -- |
| 1  | ノルウェー | 1  | 1  | 1  | 3  |